# 西方寺 (丹波篠山市)
西方寺（さいほうじ）は、兵庫県丹波篠山市今田町今田新田82にある天台宗の寺院。山号は平野山。本尊は弥陀三尊（阿弥陀如来、観世音菩薩、勢至菩薩）。開基は法道。宝の道七福神霊場会第14番札所。樹齢350年越のサザンカの寺として知られる。

## 歴史
15世紀後半に法道により金鶏山西光寺の塔頭として創建される。800年以上、隆盛をきわめるも源平時代や明智光秀の丹波平定の際の兵火など幾度もの災禍により荒廃。後に本荘坂にあった山門を現在地に移す。1600年頃には篠山城主松平公が今田周辺の開拓を行うとともに波多野秀治の縁者、波多野源左衛門が復興させ、現在に至る。本尊は3体あり木造による三尊立像で阿弥陀如来、観世音菩薩、勢至菩薩からなりいずれも14世紀初頭の作と伝わる。同時期による作である不動明王は仮殿に祀られ毎月28日には不動講が催される。

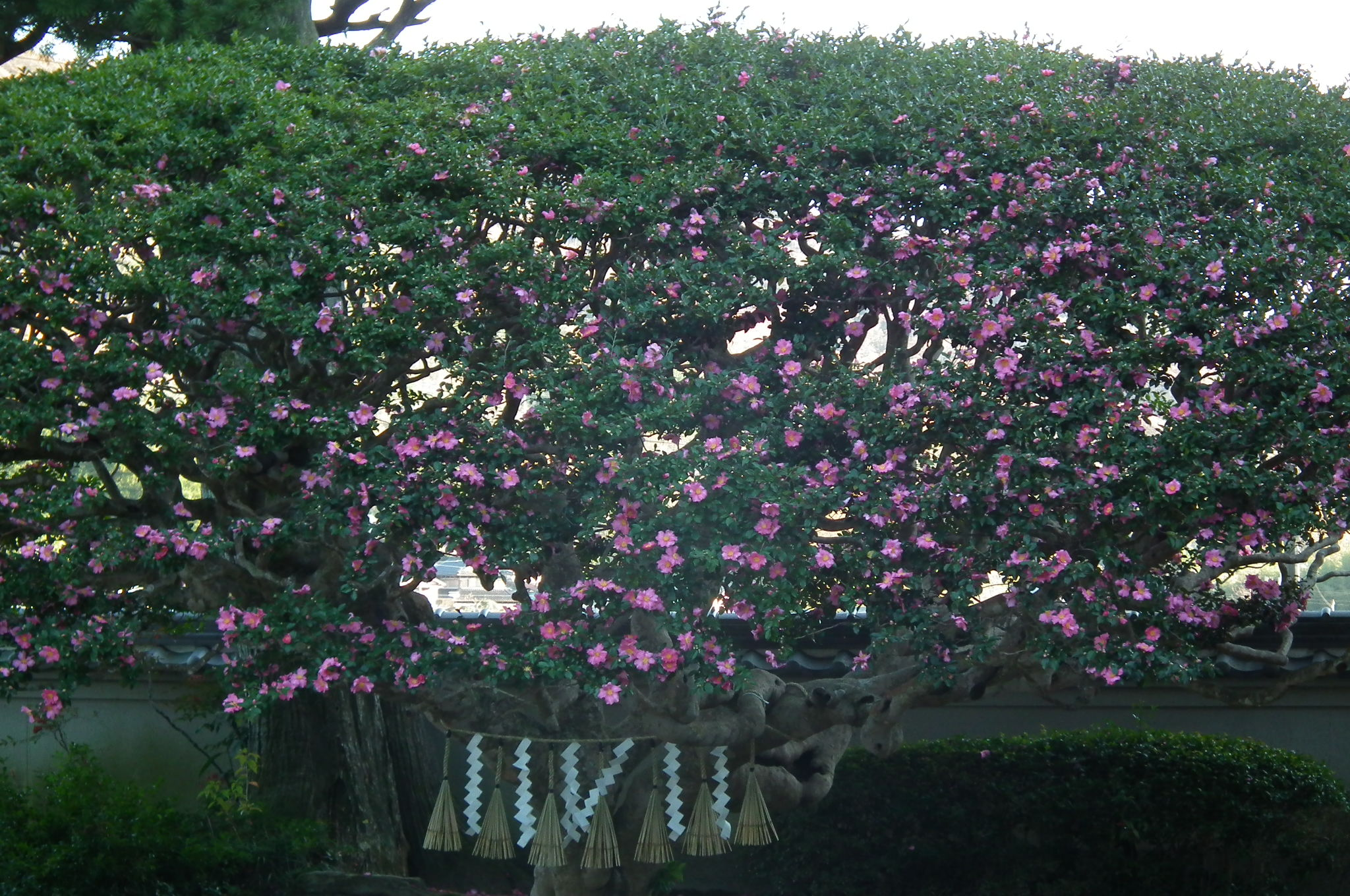
樹齢350年のサザンカ

1996年（平成8年）よりは、宝の道七福神霊場会第14番札所として比叡山延暦寺大黒堂の三面大黒天分身である三面大黒天を祀り、年6回、甲子の日に甲子会が催される。
境内には、樹齢350年越のサザンカと山門横の樹齢600年のカヤの大木が存在感を示す。サザンカは高さ4.5m、東西南北四方にそれぞれ10mの枝を張り、今なお樹勢はさかんであり、毎年11月下旬から1月にかけ薄紅色の花を多数付け、「紅一重」の名で広く親しまれ、よく手入れがなされている。霜が降りない程度に冷え込み、その後、気温が上がると一気に開花が進むという。1994年（平成6年）3月には丹波篠山市天然記念物に、1996年には兵庫県郷土記念物に指定され11月23日にはサザンカ祭が催される。一方、カヤは高さ20mあり、火災のために幹下部に大きな空洞がある。その実を炒って中身を食べると結核に効くと重宝されたという。同寺ではサザンカと本堂を切り絵で描くなどした4種類の御朱印がある。 

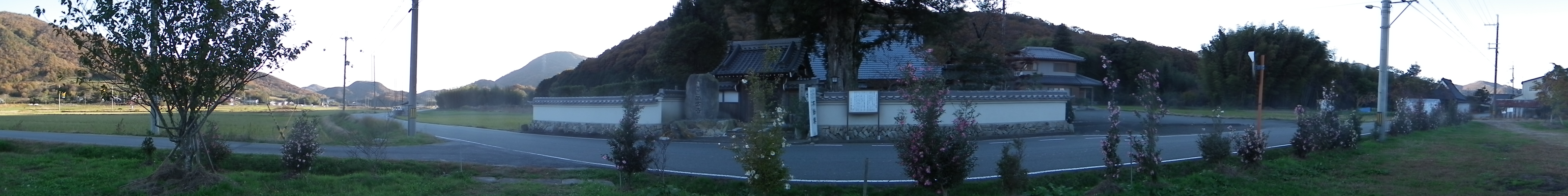
西方寺外観と周辺

## 交通アクセス
- 自動車

舞鶴若狭自動車道三田西インターチェンジ、または丹南篠山口インターチェンジを降り、国道372号と県道141号の交差点『本荘』を南へ400メートル。
- 公共交通機関

JR福知山線 相野駅下車タクシーで約15分。
バス JR福知山線 草野駅より乗車、今田新田バス停下車（約30分）。またはJR福知山線 古市駅より乗車今田新田バス停下車（約30分）。
バス停より約100m。バスは日中数便のみの運行。

## ギャラリー

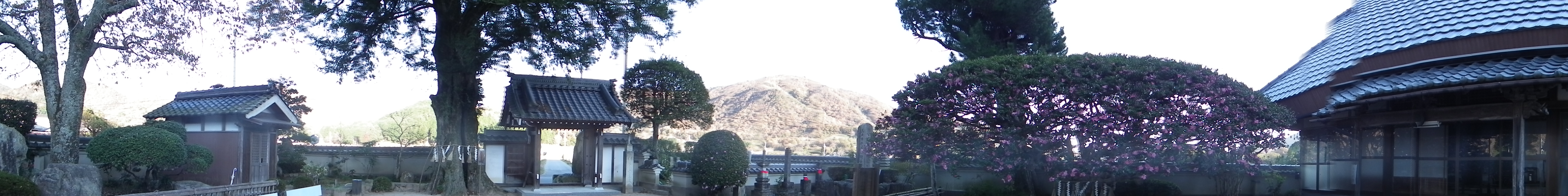
境内全景

- 大輪のサザンカ
- 樹齢600年のカヤの大木
- サザンカと本堂
- サザンカ大木によって作られた樹陰に生えるコケとサザンカの花びら
- 山門から見る本堂とサザンカ
- 樹齢350年の枝ぶりは四方10ｍある
- 境内のサザンカと石仏

## 周辺情報
- こんだ薬師温泉 - 徒歩15分。
- 瀬戸地蔵

## 参考サイト
- 天台宗兵庫教区寺院大図鑑
- 宝の道・丹波光七福神霊場公式サイト - ウェイバックマシン（2016年3月4日アーカイブ分）